# 納蒂廷古
納蒂廷古是貝寧西北部的城市，也是阿塔科拉省的首府，距離彭賈里國家公園約50公里，海拔高度641米，居民大多是公務員、工匠和商人，農村經濟以農業為主，主要農作物有高粱、玉米、甘薯和棉花。

## 外部連結
- Natitingou on Wikivoyage
- Official site （页面存档备份，存于）

10°18′N 1°22′E / 10.300°N 1.367°E